# Маяк (Луганская область)
Маяк (укр. Маяк) — село, относится к Свердловскому району Луганской области Украины. Под контролем самопровозглашённой Луганской Народной Республики.

## География
Село расположено в верховьях реки под названием Верхнее Провалье (бассейн Северского Донца). Соседние населённые пункты: сёла Провалье и Черемшино на северо-востоке, Калинник на востоке (все ниже по течению Верхнего Провалья); Зимовники на юго-востоке, Александровка, а также город Червонопартизанск, на юге; город Свердловск на юго-западе, сёла Бобриковка, Прохладное, посёлок Комсомольский на западе, сёла Батыр, Верхнедеревечка на северо-западе, Нижнедеревечка на севере.

## Население
Население по переписи 2001 года составляло 196 человек.

## Общие сведения
Почтовый индекс — 94851. Телефонный код — 6434. Занимает площадь 42,24 км². Код КОАТУУ — 4424287704.

## Местный совет
94851, Луганская обл., Свердловский район, с. Провалье, ул. Центральная, 2